# Amazone de Sainte-Lucie
Amazona versicolor
Espèce
Statut de conservation UICN

 VU D1+2 : Vulnérable
Statut CITES
L'Amazone de Sainte-Lucie (Amazona versicolor) est une espèce d'oiseaux néotropicaux de la famille des Psittacidae (la famille des perroquets). C'est une espèce endémique de l'île de Sainte-Lucie (dont il porte le nom), qui en a fait son oiseau national.

## Biologie et état de l'espèce
Son habitat naturel est la forêt humide de montagne, entre 500 et 900 m principalement, où il niche dans les trous des troncs d'arbre.
Du fait de la destruction de son habitat, de la chasse et du commerce, le nombre d'individus était tombé à 150 au milieu des années 1970. Des mesures de conservation ont été prises à partir de 1978 qui ont permis une remontée de la population à environ 500 individus en 1996 et 800 en 2000